# Albarca
Albarca (pronúncia local: [əw'βaɾkə]) és una petita població situada a l'extrem oriental de la serra de Montsant, a 815 metres d'altitud. Forma part del terme municipal de Cornudella de Montsant, a la comarca catalana del Priorat. Va ser municipi independent fins a mig segle xix. Històricament va formar part del Comtat de Prades.

## Descripció geogràfica
L'antic terme d'Albarca s'articula a l'entorn d'unes carenes que enllacen les serres del Montsant, de la Llena i de Prades, i de dues grans valls que s'obren enmig d'elles, una cap al nord-oest i l'altra cap al sud-oest.
Els límits el formen, al sud-oest, la mateixa Serra del Montsant, just al lloc on hi ha el santuari de la Mare de Déu del Monsant, als 1025 m. d'alt., en un fragment de la carena principal d'aquesta serra, que discorre al voltant dels 1.050 metres d'altitud. Després, cap al nord i nord-est, salta pel mig de la vall del barranc de la Bova per anar a buscar una carena que enllaça els contraforts de la Serra de la Llena amb la Serra de Prades, i oscil·la a l'entorn de poc menys dels 800 metres, però agafa tota la capçalera del barranc dels Enllosats. Després, pel Coll del Mas de Pepet torça cap al sud-est, per anar a cercar la carena anteriorment descrita, i va conformant la capçalera de la vall del barranc de la Salanca. Discorrent cap al sud-oest, el termenal va a buscar la Serra de la Gritella, al Grau d'en Saura, a prop del cim anomenat lo Puntal, de 1006 m. D'aquí ja trenca cap a ponent, lleugerament cap al nord, per anar a buscar els contraforts de la Serra del Montsant.
Així es formen les tres valls que vertebren el terme: la del barranc de la Bova, que s'adreça a Ulldemolins, on forma amb altres barrancs el riuet del Teix, la del barranc dels Enllosats, cap al nord-oest, que anirà a formar el riu de Prades, també amb altres barrancs que ja són fora del terme que ara ens ocupa, i la del barranc de la Salanca, que s'integra en la vall principal de tot el terme de Cornudella de Montsant. Aquest darrer barranc, a part de molts altres de curt recorregut, rep el de l'Aubelló, que baixa des del mateix poble d'Albarca.
El punt més alt és 1050 metres, a prop del santuari de la Mare de Déu de Montsant, i el punt més baix, al barranc de la Salanca en entrar a Cornudella de Montsant, una mica per sota dels 600. Es tracta, doncs, d'un terme molt accidentat. Una part del terme, la que davalla del Montsant, està inclosa en el Parc Natural.
Albarca està situada a la carena que davalla de la Serra del Montsant, de la Roca Corbatera, i, a través del Coll d'Albarca, els Colls Alt el Serral del Mig i el Coll Blanc, s'adreça cap a la carena que enllaça la Serra de la Llena amb la Serra de Prades. El poble està situat entre els 815 i els 825 metres d'altitud, allargassat dalt la serra.
És digna de visita l'ermita de la Mare de Déu del Montsant, situada just al límits dels termes de Cornudella de Montsant (antic terme d'Albarca) i de la Morera de Montsant. També l'església del poble, romànica i dedicada a Sant Vicenç.
Al mateix Albarca hi ha el refugi de muntanya del Montsant.

## Història
Poble petit, situat en un terreny aspre que només és apte per a una agricultura de secà i el pasturatge, comptava a inicis del segle XX amb poc més d'un centenar d'habitants. Després de la guerra de 1936-39, la vila va patir un ràpid procés de despoblament. A finals del segle xx, a l'estiu hi vivia encara gent gran del poble –que passava els mesos d'hivern a ciutat– i altres que en són descendents, a més d'estiuejants de Tarragona i Reus. A l'hivern restava pràcticament buit. Fa uns anys, les desavinences entre algunes persones van forjar una petita llegenda, segons la qual al poble només hi vivien dues persones i, a més, estaven barallades. Al poble hi ha diverses cases permanentment obertes: Cal Bonet, com a centre terapèutic gestionat per l'associació Egueiro, el refugi de muntanya o la casa de turisme rural. També està habitat el Mas del Lluc. La població augmenta a l'estiu: arriba el mes d'agost a superar la vintena de persones. La vila s'omple d'excursionistes per Setmana Santa i els caps de setmana, ja que constitueix un punt de partida per pujar a Montsant.

## Economia
Les activitats econòmiques tradicionals de la població han estat tradicionalment l'agricultura i la ramaderia. A començaments de segle xx, molta gent del poble anava a jornal al Mas del Lluc. L'activitat ramadera va arribar fins al tombant de l'any 2000.

## Albarca activa
A Albarca existeix una associació de veïns i propietaris. També ha estat la seu des d'on Carrutxa treballa en la recerca i la difusió del patrimoni cultural de la Serra de Montsant. En són exemples la realització de programes de l'Inventari del Patrimoni Etnològic de Catalunya, impulsat pel Centre de Promoció de la Cultura Popular i Tradicional Catalana del Departament de Cultura de la Generalitat de Catalunya o la col·laboració amb el Parc Natural de la serra de Montsant. Al poble s'edita, des del 1995, la revista La Carxana, amb periodicitat anyal, dedicada a la difusió de la història i el patrimoni cultural d'Albarca i els pobles de la rodalia. El poble celebra la seva recuperada festa major per la Mare de Déu d'Agost, amb una tradicional tirada de bitlles i l'aplec de la Mare de Déu de Montsant, el dia 17. L'antiga festa major d'hivern, per Sant Vicent, ha deixat de celebrar-se. Es conserva el costum d'anar a l'ermita de la Mare de Déu de Montsant per Sant Jordi, seguint un antic vot de poble.
Albarca compta, en diferents versions, amb presència a la web des del 1996. Probablement és la població catalana més petita amb pàgima a la xarxa. Durant alguns anys fou punt de trobada d'internautes.
El millor argument per a proposar-vos la visita a Albarca, és l'extraordinari panorama que es contempla a banda i banda de la població. D'un costat, la vall d'Ulldemolins, amb la serra de la Llena al fons; de l'altra la Serra de la Gritella amb Siurana -voltada de cingles- a l'extrem. I encara, al darrere, es veu el Puig de Gallicant.
Albarca és punt de partida de nombroses excursions. Podeu pujar al Montsant, per l'antic camí de ferradura i anar a l'ermita de la Mare de Déu o cap a la Serra Major. Planejar cap a les ermites d'Ulldemolins, d'una banda, o seguir antics camins de cartoixans, de l'altra, cap a Sant Joan del Codolar i la Morera de Montsant, o seguir el camí ral cap Cornudella o Ulldemolins. Al poble hi trobareu el refugi de muntanya, que ofereix servei de bar. D'aigua, n'hi ha molt poca. En l'actualitat s'està treballant en la conducció d'aigua cap al poble. Mentrestant hi ha una única font pública a la plaça del Castell.